# Bình động (thiên văn học)
Trong thiên văn học về Mặt Trăng, sự đung đưa hay bình động là sự dao động lắc lư của Mặt Trăng được nhận thấy bởi những người quan sát trên Trái Đất, gây ra bởi những thay đổi trong góc nhìn của họ. Hiệu ứng này cho phép người quan sát có thể thấy được đôi chút các phần bề mặt của hai bán cầu khác nhau của Mặt Trăng vào những thời điểm khác nhau. Nó tương tự về mặt nguyên nhân và kết quả với sự thay đổi kích thước biểu kiến của Mặt Trăng do sự thay đổi trong khoảng cách. Nó được gây ra bởi ba cơ chế được mô tả bên dưới, hai trong số đó gây ra một sự bình động vật lý bằng các lực thủy triều do Trái Đất tác dụng. Các sự đung đưa thực sự như vậy cũng được biết đối với các mặt trăng khác với sự quay khóa.

Hoạt ảnh mô tả các quan sát về Mặt Trăng trong thời gian một tháng, cho thấy sự đung đưa trong vĩ độ và kinh độ. Cũng có thể thấy các pha khác nhau, và sự thay đổi trong kích thước biểu kiến gây ra do khoảng cách biến đổi từ Trái Đất.

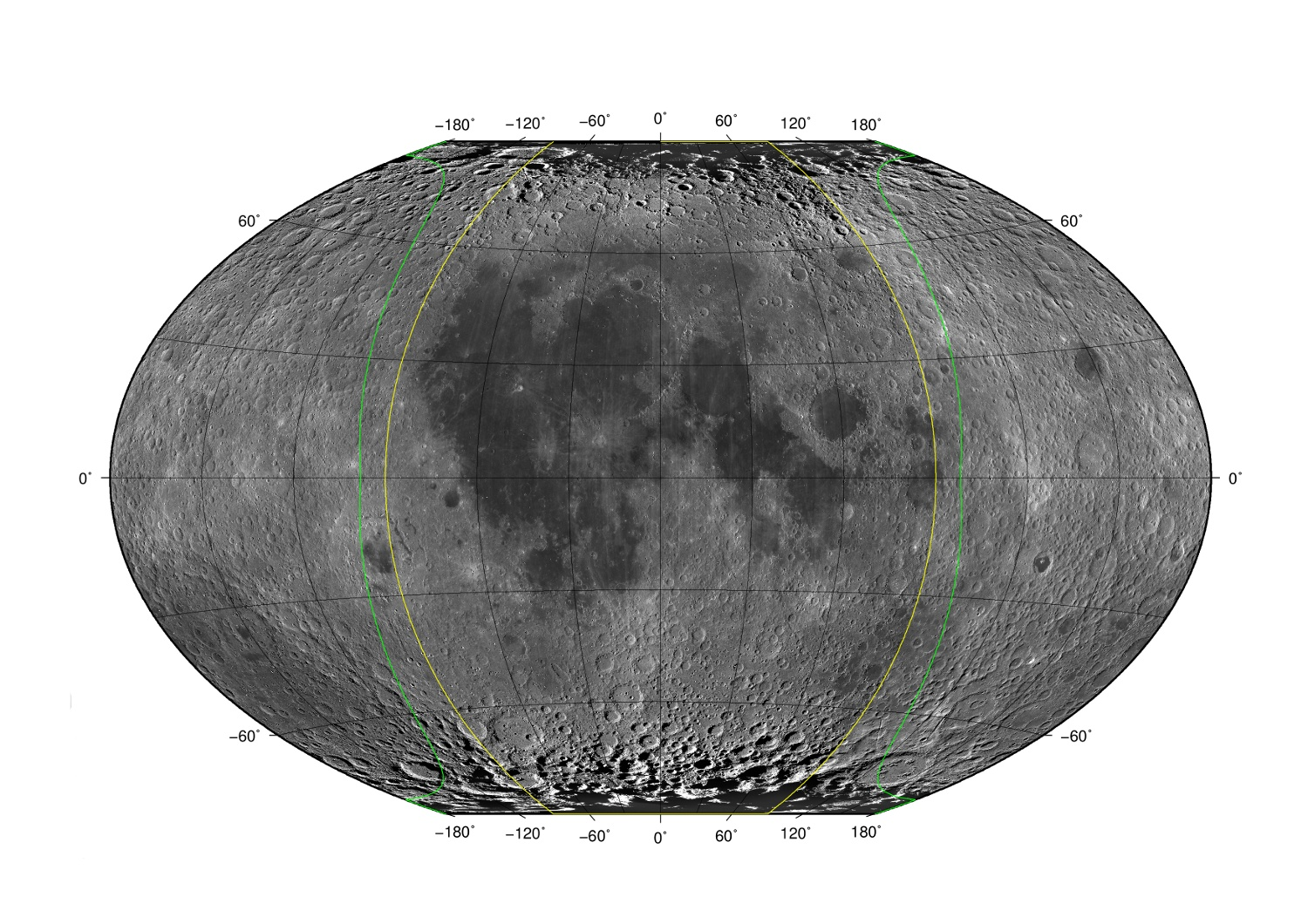
Phạm vi bề mặt quan sát được của Mặt Trăng (màu xanh lá) được mở rộng do sự đung đưa, so với phạm vi bề mặt quan sát được của Mặt Trăng khi không có sự đung đưa (màu vàng). Phép chiếu được sử dụng là phép chiếu Winkel Tripel. Biển Phuơng Đông (Mare Orientale) trên Mặt Trăng, nằm ở ngay bên ngoài vùng biên màu vàng, được đưa vào tầm nhìn từ Trái Đất bởi sự đung đưa.

Một hiện tượng rất khác đối với chuyển động của một tiểu hành tinh trojan cũng được gọi là sự bình động Trojan; và điểm bình động Trojan có nghĩa là điểm Lagrange.

## Cơ chế
Mặt Trăng luôn chỉ hướng một bán cầu của nó về phía Trái Đất, do sự khóa thủy triều. Do đó, tầm nhìn toàn cảnh của nửa phía xa của Mặt Trăng chưa thể có cho đến khi tàu thăm dò Luna 3 của Liên Xô tới Mặt Trăng vào ngày 7 tháng 10 năm 1959, và các nhiệm vụ thăm dò Mặt Trăng sâu hơn bởi Hoa Kỳ và Liên Xô. Tuy nhiên, hình ảnh đơn giản này chỉ là gần đúng: theo thời gian, hơn một nửa (tổng cộng khoảng 59%) diện tích bề mặt của Mặt Trăng có thể được thấy từ Trái Đất do hiện tượng đung đưa.
Sự đung đưa của Mặt Trăng bắt nguồn từ ba loại thay đổi trong góc nhìn do: quỹ đạo không tròn và có độ nghiêng, kích thước hữu hạn của Trái Đất, và phương hướng thay đổi của Mặt Trăng trong không gian. Cơ chế đầu tiên trong số này được gọi là bình động quang học, cơ chế thứ hai chính là thị sai, và thứ ba là bình động vật lý. Mỗi cơ chế có thể được chia làm hai thành phần kinh độ và vĩ độ.
Sau đây là bốn loại bình động của Mặt Trăng:
- Bình động quang học về kinh độ xảy ra do độ lệch tâm của quỹ đạo Mặt Trăng xung quanh Trái Đất; sự tự quay của Mặt Trăng đôi khi có thể nhanh hơn hay chậm hơn vị trí của nó trên quỹ đạo. Sự đung đưa về kinh độ của Mặt Trăng được phát hiện bởi Johannes Hevelius năm 1648.[2] Biên độ của nó có thể đạt tới 7°54′.[3]
- Bình động quang học về vĩ độ là kết quả của góc nghiêng nhỏ (khoảng 6,7°) giữa trục quay của Mặt Trăng và pháp tuyến của mặt phẳng quỹ đạo của nó quanh Trái Đất. Nguồn gốc của nó tương tự với cách mà các mùa trên Trái Đất xuất phát từ vòng quay của Trái Đất quanh Mặt Trời. Galileo Galilei đôi khi được ghi nhận với sự phát hiện ra sự đung đưa của Mặt Trăng về vĩ độ vào năm 1632,[2] mặc dù Thomas Harriot hay William Gilbert có thể đã khám phá ra trước.[4] Chú ý các định luật Cassini, do đó nó có thể đạt tới biên độ 6°50′.[3]  Góc nghiêng 6,7º phụ thuộc vào độ nghiêng quỹ đạo 5,15º và độ nghiêng xích đạo âm 1,54º.
- Bình động hàng ngày là sự dao động nhỏ hàng ngày do sự tự quay của Trái Đất, đưa người quan sát trước hết tới một phía và sau đó tới phía bên kia của đường thẳng nối giữa tâm của Trái Đất và của Mặt Trăng, do đó cho phép người quan sát nhìn quanh trước hết một phía của Mặt Trăng và sau đó quanh phía bên kia—bởi vì người quan sát ở trên bề mặt của Trái Đất, không phải ở tại tâm của nó. Sự đung đưa hàng ngày đạt tới biên độ nhỏ hơn 1°,[3] và là một hệ quả của thị sai, phụ thuộc vào cả kinh độ và vĩ độ địa lý của nơi quan sát.
- Bình động vật lý là sự dao động của định hướng trong không gian về chuyển động tự quay đều và tiến động. Bình động vật lý có 3 thành phần quanh cả 3 trục tọa độ trong không gian. Độ lớn của chúng vào khoảng 100 giây cung. Khi nhìn từ trên Trái Đất, con số này chỉ còn ít hơn 1 giây cung. Các bình động vật lý cưỡng bức có thể được tính toán dự đoán khi đã được cho quỹ đạo và hình dạng của Mặt Trăng.[5][6] Chu kỳ của các bình động vật lý tự do cũng có thể được dự đoán, nhưng biên độ và pha của chúng thì không thể tính được mà phải qua đo đạc chính xác.[7][8] Ngoài ra, chấn động trên Mặt Trăng cũng ảnh hưởng đến điểm trên Mặt Trăng hướng về Trái Đất.[9]

## Sự bình động vật lý
Còn được gọi là bình động thực (trái ngược với các loại bình động quang học về kinh độ, về vĩ độ và hàng ngày), sự định hướng của Mặt Trăng thể hiện các dao động nhỏ của hướng cực trong không gian và chuyển động quay quanh cực.
Sự bình động này có thể được phân tích ra bình động cưỡng bức và tự do, trong khi cưỡng bức là bình động do các lực tác dụng trong quỹ đạo của Mặt Trăng quanh Trái Đất và Mặt Trời. Bình động tự do là một dao động có thời gian dài hơn.

### Bình động cưỡng bức
Các định luật Cassini khẳng định rằng:
1. Mặt Trăng quay đều quanh trục cực của nó, luôn hướng một phía về phía Trái Đất.
2. Mặt phẳng xích đạo của Mặt Trăng nghiêng so với mặt phẳng hoàng đạo và nó tiến động đều dọc theo trên mặt phẳng hoàng đạo.
3. Điểm nút xuống của xích đạo Mặt Trăng trên hoàng đạo trùng với điểm nút lên của mặt phẳng quỹ đạo.

Ngoài chuyển động quay đều và tuế sai đều của mặt phẳng xích đạo, Mặt Trăng còn có các dao động nhỏ của định hướng trong không gian đối với cả 3 trục. Các dao động này được gọi là các bình động vật lý. Ngoài độ nghiêng 1,5427º giữa mặt phẳng xích đạo và hoàng đạo, các dao động có biên độ khoảng ±100 giây cung. Các dao động này có thể được biểu diễn bằng chuỗi lượng giác phụ thuộc vào các mômen quán tính của Mặt Trăng A < B < C. Các tổ hợp có tác động nhất là β = (C – A)/B và γ = (B – A)/C. Dao động quanh trục cực là nhạy nhất với γ; còn định hướng 2 chiều của cực, gồm cả độ nghiêng 1,5427° nhạy nhất với β. Sau này các phép đo chính xác về các bình động vật lý cung cấp các xác định chính xác là β = 631×10−4 và γ = 228×10−4.
Việc đặt 3 vật phản xạ ngược trên Mặt Trăng bằng thực nghiệm đo laser Mặt Trăng và 2 vật phản xạ ngược bởi Lunokhod cho phép đo lường chính xác các bình động vật lý bằng cách chiếu tia laser tới Mặt Trăng.

### Bình động tự do
Bình động vật lý tự do tương tự như nghiệm của phương trình rút gọn cho hệ phương trình vi phân tuyến tính. Khoảng thời gian của các bình động tự do có thể được tính toán, nhưng trước hết phải đo được biên độ của chúng. Thực nghiệm đo laser Mặt Trăng cho phép xác định các biên độ. Hai bình động tự do lớn nhất được phát hiện bởi O. Calame. Các giá trị hiện đại là:
1. 1,3 giây cung với khoảng thời gian 1056 ngày (2,9 năm) đối với sự tự quay quanh trục cực,
2. một sự dao động hình elip trong 74,6 năm của cực với cỡ 8,18 × 3,31 giây cung và
3. một sự quay 81 năm của cực trong không gian cỡ 0,03 giây cung.[14]

Lõi lỏng của Mặt Trăng có thể gây ra chế độ dao động thứ tư với chu kỳ khoảng 4 thế kỷ. Các bình động tự do được dự kiến sẽ tắt dần trong thời gian rất ngắn so với tuổi của Mặt Trăng. Do đó, sự tồn tại của chúng ngụ ý rằng phải có một hoặc nhiều cơ chế kích thích.